# Café Weimar

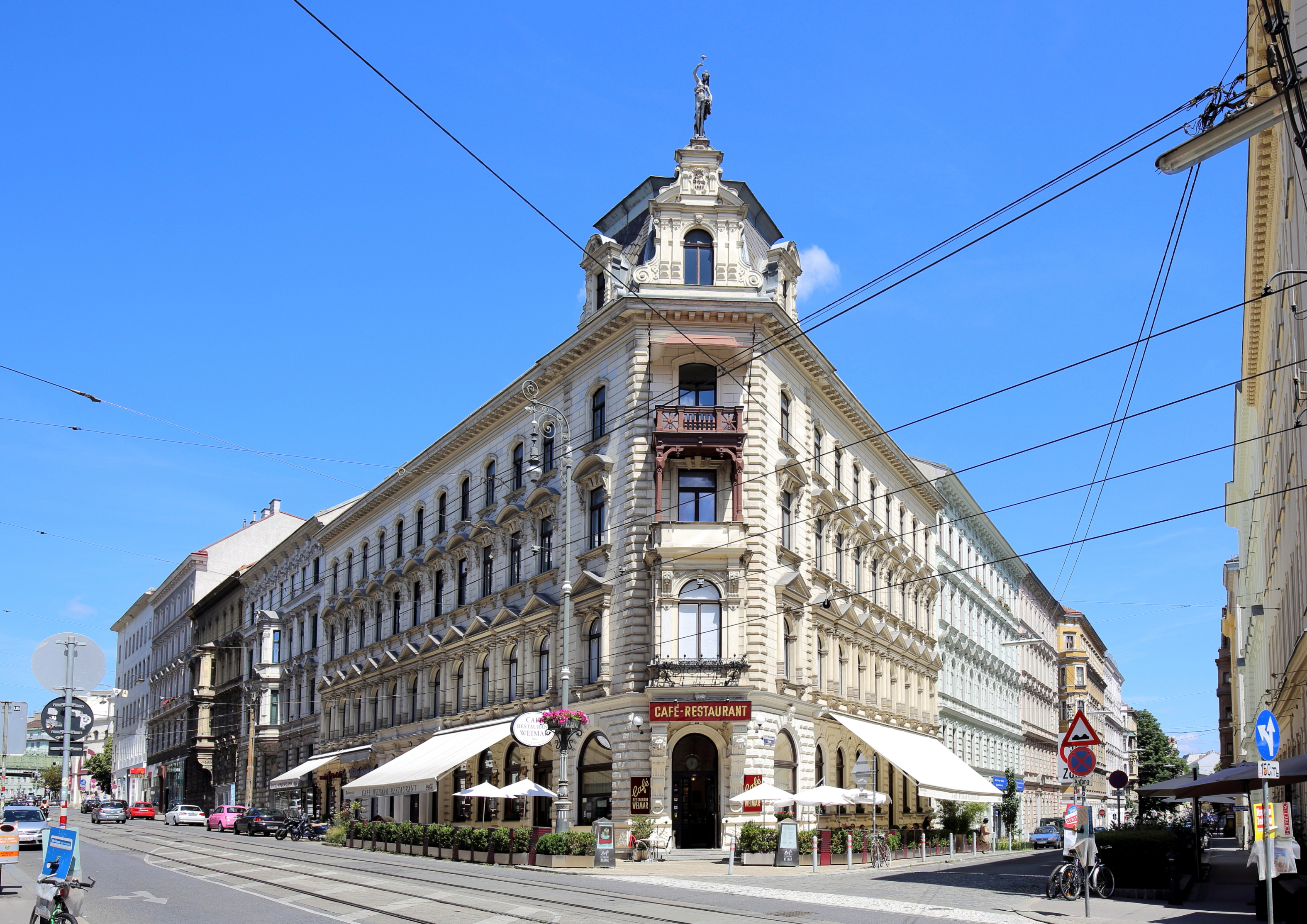
Café Weimar

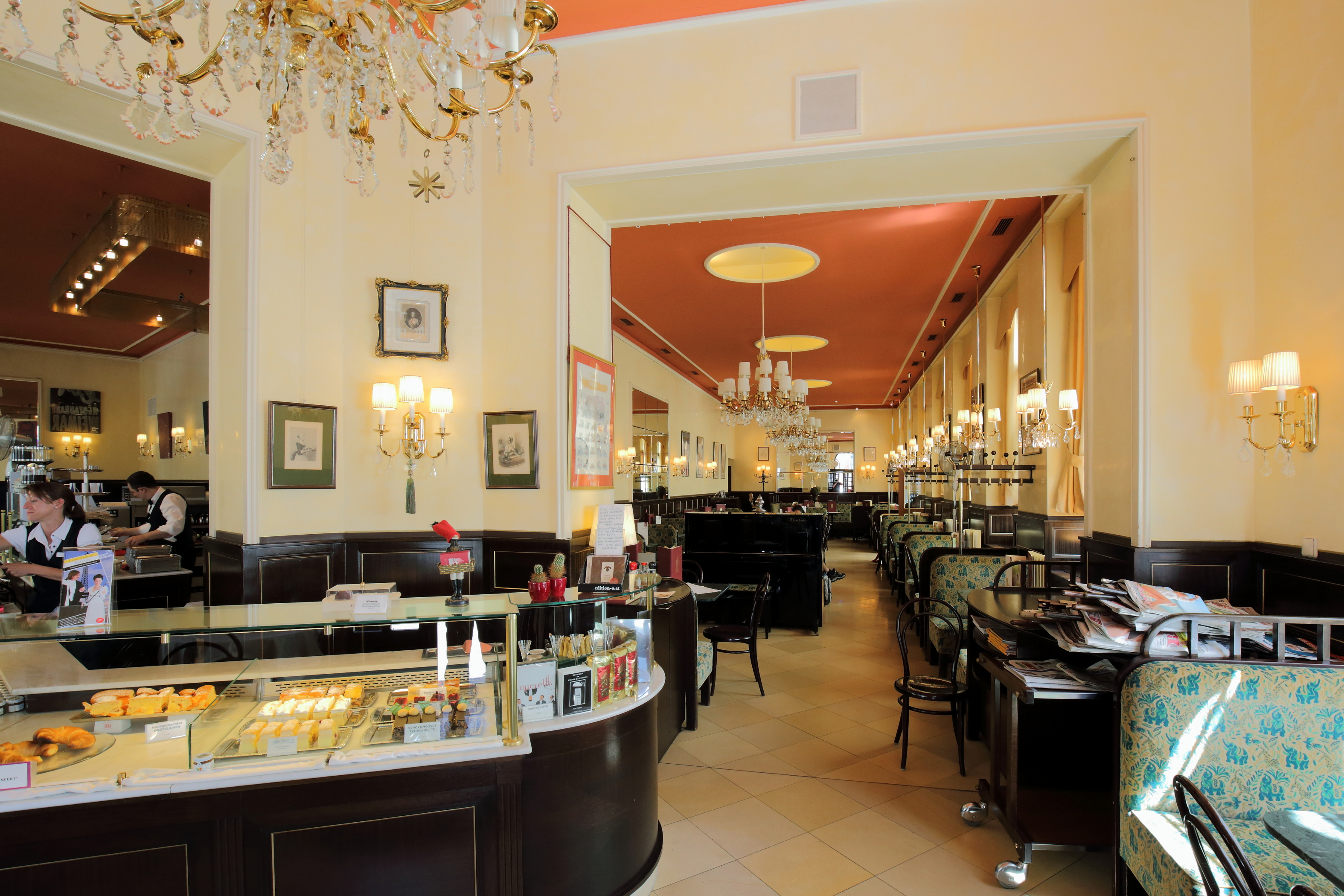
Innenansicht Café Weimar

Das Café Weimar ist ein Wiener Traditionscafé im 9. Wiener Gemeindebezirk Alsergrund an der Adresse Währinger Straße 68, nahe der Volksoper.
Das Lokal befindet sich in einem 1880 vom Büro Fellner & Helmer, den bekannten Theaterarchitekten, für den  Wiener Stadtrat Carl Schuh errichteten Zinshaus, das zunächst auch das Möbel- und Tapezierergeschäft Schuhs beherbergte. 1898 setzte sich Schuh zur Ruhe und 1900 entstand in der Erdgeschoßzone ein Wiener Kaffeehaus, das zuerst den Namen „Cafe Orleans“ trug. Wahrscheinlich aus Gründen des Kriegspatriotismus wurde es in „Cafe Weimar“ umbenannt.
Das Lokal ist Treffpunkt der Theaterbesucher und Künstler der nahe gelegenen Volksoper, des ehemaligen Kaiser-Jubiläums Stadttheaters. Vor dem Gebäude findet sich ein so genannter Bischofsstab, ein Nachguss eines der beliebten eleganten Jugendstilkandelaber, die einst auch wesentliches Gestaltungselement des Wiener Schwarzenbergplatzes waren.
Seit 1981 ist der Inhaber KR Maximilian Platzer (* 26. Juli 1952).
Anfang Februar 2017 stellte das Café Weimar aufgrund einer Insolvenz am Handelsgericht Wien den Antrag auf Eröffnung eines Sanierungsverfahrens ohne Eigenverwaltung.
Im Herbst 2017 übernahm Hans Diglas jun. das Café und führt es seitdem unter dem bisherigen Namen Café Weimar fort.